# Teodoro Sinadeno
Teodoro Comneno Ducas Paleólogo Sinadeno (en griego: Θεόδωρος Κομνηνός Δούκας Παλαιολόγος Συναδηνός; c. 1277-1345/1346), o simplemente Teodoro Sinadeno, fue un magnate bizantino, alto funcionario y líder militar de principios del siglo XIV, que desempeñó un papel importante en las guerras civiles de la época. Descendiente de un importante linaje noble, se convirtió en uno de los primeros y más importantes partidarios de Andrónico III Paleólogo en su lucha contra su abuelo Andrónico II. Sinadeno mantuvo varios cargos como gobernador provincial durante el reinado de Andrónico III, incluyendo Epiro y Tesalónica. Después del comienzo de la guerra civil de 1341–1347, trató de entregar Tesalónica a su viejo amigo Juan Cantacuceno, pero fue expulsado de la ciudad por los Zelotes de Tesalónica. Obligado a reconciliarse con los enemigos de Cantacuceno, fue puesto bajo arresto domiciliario en Constantinopla y murió en la pobreza en 1345 o 1346.

## Biografía
Teodoro Sinadeno era hijo del gran estratopedarca Juan Sinadeno y Teodora Paleólogo, sobrina del emperador Miguel VIII Paleólogo, y por lo tanto miembro de la más alta aristocracia del Imperio bizantino. Tenía un hermano probablemente mayor también llamado Juan, y al menos una hermana, Eufrósine. Poco se sabe sobre sus primeros años: nació alrededor de 1277, aparentemente en Bizye, en la costa tracia del Mar Negro, donde tenía una residencia palaciega, extensas propiedades y muchos amigos y parientes.

### Carrera durante el reinado de Andrónico III
Sinadeno ingresa al registro histórico en 1321, cuando ostentaba el humilde título de mayordomo de la mesa imperial (domestikos tes trapezes), y se registra como un amigo cercano de su primo, el emperador menor Miguel IX Paleólogo. Después de la muerte de Miguel, Sinadeno se convirtió en uno de los primeros y más importantes adherentes del hijo de Miguel IX, el joven Andrónico III. Andrónico había sido desheredado por el antiguo emperador, Andrónico II, después de la muerte de Michael. Junto con los compañeros aristócratas Juan Cantacuceno y Sirgiano Paleólogo, Teodoro formó el «triunvirato» líder de los partidarios del joven Andrónico, al que se unió el «hombre nuevo» Alejo Apocauco como miembro menor. El viejo emperador, desconfiando de la lealtad de Sinadeno, lo nombró gobernador de Prilep, en la frontera con Serbia. En lugar de partir para su asignación, en la noche de Pascua (19-20 de abril de 1321), Sinadeno, junto con el joven Andrónico y Cantacuceno, escaparon de Constantinopla para comenzar un levantamiento armado contra Andrónico II.
En la primera ronda de la guerra civil entre abuelo y nieto, Andrónico III logró obtener el reconocimiento para sí mismo como emperador menor, con Tracia como su herencia personal. A lo largo del conflicto, Sinadeno estuvo entre los partidarios más radicales e intransigentes del joven Andrónico, favoreciendo la eventual deposición de Andrónico II. Durante el curso de la guerra, Sinadeno derrotó a las fuerzas leales bajo Constantino Asen, y en la ronda final de la guerra civil, en 1327-1328, se desempeñó como gobernador en Tracia. A medida que más y más localidades, incluida la segunda ciudad más importante del imperio, Tesalónica, cambiada al campo de Andrónico III, Sinadeno junto con Cantacuceno instaron a Andrónico III a marchar sobre Constantinopla y deponer a su abuelo por completo. En la noche del 13 de mayo de 1328, los tres hombres condujeron a su ejército a través de una puerta después de sobornar a su guardia, tomando posesión de la capital imperial sin resistencia. Andrónico II se vio obligado a renunciar al trono y retirarse a un monasterio, y su nieto lo sucedió como único emperador. Por sus servicios, Sinadeno fue ascendido a protostrator en algún momento durante la guerra civil, quizás ya en 1321.
Después de la guerra, Sinadeno fue recompensado al ser nombrado prefecto de Constantinopla, Apocauco se convirtió en jefe de la secretaría imperial, Cantacuceno siguió siendo el principal asesor de Andrónico III como gran doméstico, y Sirgiano fue nombrado gobernador de Tesalónica. Alrededor de 1330, Sinadeno fue enviado como gobernador a Mesembria, mientras que en 1336, después de que Andrónico III y Cantacuceno anexaran Epiro, se convirtió en su gobernador. A finales de 1338, sin embargo, estalló una revuelta en Epiro a favor de Nicéforo II Orsini, el último descendiente de la dinastía gobernante epirota. Sinadeno fue hecho cautivo en la capital, Arta por los rebeldes, y permaneció prisionero hasta 1340, cuando Andrónico III y Cantacuceno hicieron campaña contra los rebeldes y recuperaron la región. Juan Ángelo, un pariente de Cantacuceno, fue instalado como el nuevo gobernador, mientras que Sinadeno fue trasladado a la gobernación de Tesalónica.

### Reanudación de la guerra civil y muerte
En junio de 1341, Andrónico III murió repentinamente y se desarrolló una lucha de poder entre Cantacuceno, quien inicialmente asumió los poderes de regencia sobre el hijo menor de Andrónico, Juan V Paleólogo, y una poderosa facción en torno al patriarca Juan XIV Calecas, la emperatriz viuda Ana de Saboya y Alejo Apocauco por el otro. La disputa pronto se convirtió en un conflicto abierto cuando el patriarca, la emperatriz y Apocauco reemplazaron a Cantacuceno como regente y encarcelaron a su familia y partidarios. En respuesta, Cantacuceno se proclamó emperador en Demótica en octubre. La noticia de la proclamación de Cantacuceno provocó una ola de resistencia popular en Macedonia y Tracia. La gente común, empobrecida por una aristocracia explotadora y poderosa, vio a Cantacuceno como un representante de los odiados aristócratas y se unió detrás de la línea legítima de Paleólogo y, una por una, las ciudades fueron tomadas en nombre de la regencia de Constantinopla. Tesalónica al principio permaneció tranquila, y Sinadeno contactó a su viejo amigo Cantacuceno con la intención de entregarle la ciudad. Tal movimiento bien podría resultar decisivo, ya que la posesión de Tesalónica permitiría a Cantacuceno controlar Macedonia, Tesalia y Epiro, y en marzo de 1342 partió de Demótica con su ejército en dirección a la ciudad. Sin embargo, antes de llegar allí, Sinadeno fue derrocado y expulsado de la ciudad por una rebelión encabezada por una facción popular radical, los zelotes. Apocauco con una flota vino a reforzar el nuevo régimen, y uno de sus hijos fue instalado como su nuevo gobernador.
Expulsado de Tesalónica, con la causa de Cantacuceno aparentemente en ruinas (pronto se vio obligado a buscar refugio en la corte del rey serbio, Esteban Dušan) y con su familia en Constantinopla en manos de la regencia, Sinadeno llegó a un acuerdo con Apocauco. Fue recompensado con el alto rango de protovestiario, pero poco después fue puesto bajo virtual arresto domiciliario en Constantinopla. Allí murió, privado de su rango en la corte y de una riqueza considerable, a fines de 1345 o principios de 1346. Un año después, en febrero de 1347, Cantacuceno entró en Constantinopla como vencedor de la guerra civil, que había dejado al estado bizantino en ruinas: sus recursos humanos y militares agotados, más de la mitad de su territorio perdido, en bancarrota y endeudado con los extranjeros, con una población cansada de la guerra y sin entusiasmo.

## Matrimonio y descendencia
En algún momento antes de 1320, Teodoro se casó con Eudoxia Ducas Comneno Paleólogo Sinadeno, hija del encargado del ejército Teodoro Ducas Musaco, y tuvo dos hijas:
- Teodora Comneno Ducas Raúl Paleólogo, quien probablemente se casó con un miembro de la familia Raúl.
- Ana Comneno Ducas Paleólogo Asen, quien se casó con el cuñado de Juan Cantacuceno, Manuel Asen.